# Saint-Cyr-la-Lande

Saint-Cyr-la-Lande este o comună în departamentul Deux-Sèvres, Franța. În 2009 avea o populație de 348 de locuitori.